# Shipsa
Shipsa is een geslacht van steenvliegen uit de familie beeksteenvliegen (Nemouridae). De wetenschappelijke naam van het geslacht is voor het eerst geldig gepubliceerd in 1952 door Ricker.

## Soorten
Shipsa omvat de volgende soorten:
- Shipsa rotunda (Claassen, 1923)